# Care Bears: Welcome to Care-a-Lot
Care Bears: Welcome to Care-a-Lot (Ursinhos Carinhosos: Bem-Vindos à Terra do Carinho no Brasil) é uma série de animação computadorizada americana baseada na franquia Care Bears (em homenagem aos 30 anos da franquia) e produzida pela American Greetings Properties. Ao contrário de seus programas anteriores, Care Bears, esta foi a primeira série de TV animada em CGI "Care Bears" da AG, apesar de vários filmes da franquia terem sido lançados no formato.
A série foi ao ar pela primeira vez em 2 de junho de 2012 no The Hub. Prévias de cada novo episódio foram lançadas semanalmente em um canal oficial no YouTube, juntamente com videoclipes ocasionais ou outros lançamentos promocionais. A série durou uma temporada prolongada de 26 episódios, depois da qual a rede passou por uma reformulação de marca. O final da série foi ao ar em 8 de dezembro de 2012.
A Netflix encomendou uma continuação da série, depois do The Hub ser renomeado como Discovery Family em 13 de outubro de 2014. A continuação, intitulada Ursinhos Carinhosos e Primos, teve sua primeira temporada lançada em 6 de novembro de 2015, dando continuidade à história do elenco de Bem-vindo ao Care-a-Lot e apresenta quatro novos personagens regulares da série, os primos titulares Brave Heart Lion, Bright Heart Raccoon, Lotsa Heart Elephant e Cozy Heart Penguin. A segunda temporada de Ursinhos Carinhosos e Primos foi lançada na Netflix em 5 de fevereiro de 2016.

## Sinopse
Situado na Terra do Carinho, uma terra mágica nas nuvens, Ursinho do Meu Coração, Ursinha Animadinha, Ursinho Zangadinho, Ursinha Carinhosa, Ursinha Harmonia, Ursinho Sol e o novo brincalhão e curiosa filhote Ursinha Coraçãozinho, todos partem em aventuras que enfatizam mensagens de carinho e compartilhamento. Crianças humanas da Terra frequentemente visitam a Terra do Carinho e participam de novas aventuras e lições valiosas aprendidas. O travesso Espoletinha dos Ursinhos Carinhosos muitas vezes tenta causar problemas para os Ursinhos.

## Linha de brinquedos
Em parceria com a American Greetings, a Hasbro lançou uma linha de brinquedos baseada na série em 2013.  A licença passou para Just Play em 2015 e, no segundo trimestre, a empresa produziu uma linha de pelúcias Care Bears (8" pelúcia de saco de feijão, pelúcia média de 12" embalado com DVDs com episódios de "Welcome to Care-a-Lot", 16  " pelúcia jumbo e pelúcia animatrônica Sing-along), figuras de ação (5 pacotes exclusivos para Toys R Us, um pacote de 14 na Target, bem como 2 pacotes disponíveis exclusivamente no Reino Unido) e a partir da primavera de 2018, 6  série de estatuetas de pequenas bolsas cegas baseadas no guia de estilo e nos personagens Welcome to Care-a-Lot e Care Bears & Cousins. No verão de 2016, a mercadoria da Just Play fez a transição para a marca Care Bears & Cousins.